# Penescosta piger
Penescosta piger är en snäckart som beskrevs av Tom Iredale 1945. Penescosta piger ingår i släktet Penescosta och familjen Charopidae. Inga underarter finns listade i Catalogue of Life.